# Jadwiga Szmidt
Jadwiga Szmidt (* 8. September 1889 in Łódź; † April 1940 in Leningrad) war eine polnisch-russische Pionierin der Radioaktivitäts- und Elektrotechnikforschung.

## Leben
Szmidt wurde 1889 als Tochter von Ryszard Szmidt in Łódź geboren, welches nach der zweiten Teilung Polens 1793 Teil Preußens war. Sie besuchte die Schule in Warschau und studierte von 1905 bis 1909 am Lehrerinnenseminar der heutigen Russischen Staatlichen Pädagogischen Herzen-Universität. Dort hörte sie auch Vorlesungen in Optotechnik bei Alexander Lwowitsch Gerschun. Nach ihrem Abschluss unterrichtete sie an einer Schule für höhere Töchter in Sankt Petersburg. Gleichzeitig gehörte Szmidt zu einer Gruppe Physiker, die sich unter der Anleitung von Paul Ehrenfest regelmäßig traf. Zu dieser Gruppe gehörten auch Abram Fjodorowitsch Joffe und Dmitri Sergejewitsch Roschdestwenski.
1911 reiste sie nach Paris, um an der Sorbonne eine auf ein halbes Jahr befristete Weiterbildung zu besuchen. Durch den Einfluss des Physikers Jan Kazimierz Danysz arbeitete sie im Frühjahr im Labor von Marie Curie. Dort arbeitete sie zusammen mit Ellen Gleditsch, May Sybil Leslie und Eva Ramstedt.

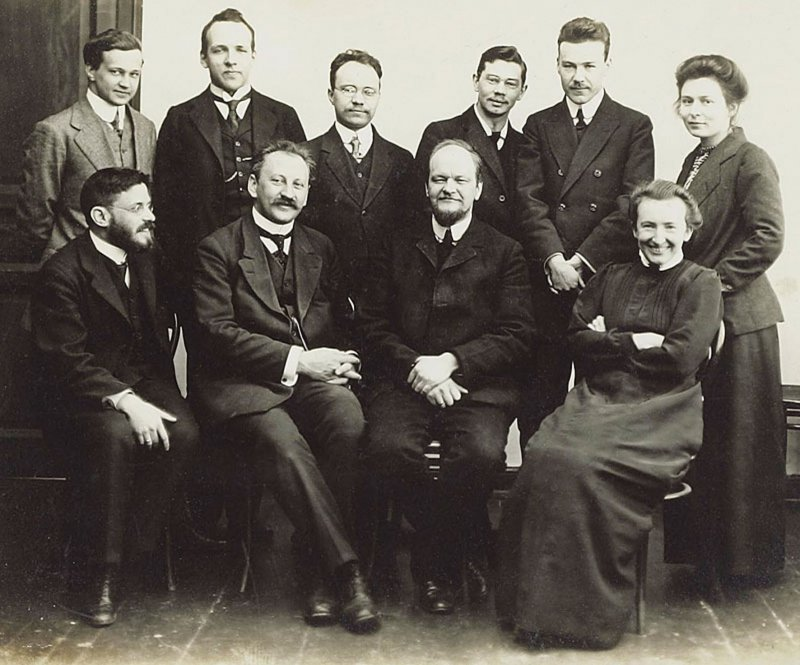
Gruppenfoto des Sankt-Petersburger Physikerkreises. Sitzend v. l. n. r.: Ehrenfest, Joffe, Roschdestwenski, Ehrenfest-Afanassjewa, stehend v. l. n. r.: V. Tschulanowski, Weichardt, Issakow, Perlitz, Bursian, Szmidt.

Nach ihrer Rückkehr nach Sankt Petersburg arbeitete Szmidt zunächst erneut als Lehrerin an der Schule für höhere Töchter. Gleichzeitig startete sie eigene Forschungen unter der Anleitung von Gerschun. Von 1913 bis 1914 studierte sie an der University of Manchester und arbeitete im Labor von Ernest Rutherford. Unter Rutherford forschte sie an der Radioaktivität, und auf Grundlage dieser Forschungen veröffentlichte sie zwei Beiträge im Philosophical Magazine. Zu ihren Forschungen gehörte das Energie-Beziehungsverhältnis zwischen weicher und harter Gammastrahlung, die aus Radium-Zerfallsprodukten emittiert wird. Bei der Arbeit im Labor erlitt sie eine schwere Vergiftung, als sie einen Behälter öffnete, der vermutlich Schwefeldioxid enthielt. Andere Quellen berichten von Kohlenstoffdioxid, doch die Symptome sprechen eher für Schwefeldioxid.
Szmidt kehrte nach Sankt Petersburg zurück, studierte von 1915 bis 1916 an der Staatlichen Universität Sankt Petersburg. Während des Ersten Weltkriegs kümmerte sie sich um Flüchtlinge und organisierte polnischen Schulunterricht. Danach besuchte einen Kurs von Joffe am neu gegründeten Polytechnischen Institut Sankt Petersburg. Aus diesem ging 1918 das Röntgen- und Radiologische Institut hervor, welches von Joffe und anderen gegründet wurde. Joffe war langjähriger Leiter des Institutes, das nach seinem Tod in Joffe-Institut umbenannt wurde. Jadwiga Szmidt war wesentlich an der Organisation dieses Institutes beteiligt. Sie organisierte die Aktivitäten der Studenten in den radiologischen Laboren, überwachte die Versuche und gab Unterricht über Radioaktivität. Gleichzeitig war sie an Röntgentechnik interessiert und entwickelte Filter für den monochromatischen Röntgeneffekt.
Im Jahr 1923 heiratete sie ihren Kollegen und stellvertretenden Direktor des Instituts A. A. Tschernitschew und begann in der Elektrotechnik, dem Fachgebiet ihres Mannes, zu arbeiten. Gemeinsam arbeiteten sie an den Vorläufern der Fernsehtechnik und erwarben ein Patent auf einen Oszillographen. Ab 1924 war Szmidt Abteilungsleiterin. Szmidt, die sechs Sprachen sprach, übersetzte später eine Reihe wissenschaftlicher Werke. 1938 musste Tschernitschew beruflich nach Moskau ziehen. Szmidt blieb in Leningrad, und das Paar kommunizierte per Post miteinander. Jadwiga Szmidt erkrankte ernsthaft und starb im April 1940 in Leningrad.